# Президентские выборы в Македонии (2009)
Президентские выборы в Республике Македонии состоялись 22 марта (1-й тур) и 5 апреля (2-й тур) 2009 года. Президент страны Бранко Црвенковский не баллотировался на второй срок. Первый тур проходил одновременно с местными выборами. Во втором туре победу одержал кандидат от партии ВМРО — ДПМНЕ Георге Иванов.

## Кандидаты
На пост президента Македонии претендовали 7 кандидатов, из них 4 македонца и 3 представителя албанского населения:
- Георге Иванов (Внутренняя Македонская революционная организация — Демократическая партия Македонского национального единства (ВМРО-ДПМНЕ))
- Любомир Фрчковский (Социал-Демократический Союз Македонии (СДСМ))
- Нано Ружин (Либерал-Демократическая партия (ЛДП))
- Любе Бошкоский, независимый кандидат (вернулся в Македонию после заключения в Гаагском трибунале)
- Агрон Буджаку (Демократическая Уния за Интеграцию)
- Имер Селмани (Новая демократия)
- Мируше Ходжа (Демократическая партия албанцев)

## Социологические опросы
Опросы были проведены Центром исследования и создания политики:
| Кандидат           | 14-15 февраля | 7-9 марта |
| ------------------ | ------------- | --------- |
| Георге Иванов      | 30.5 %        | 23.1 %    |
| Имер Селмани       | 18.8 %        | 13.3 %    |
| Любомир Фрчковский | 15.6 %        | 9.7 %     |
| Агрон Бушаку       | 10.9 %        | 8.1 %     |
| Нано Ружин         | 5.6 %         | 3.9 %     |
| Любе Бошкоский     | 4.4 %         | 6.3 %     |
| Мируш Хока         | 2.7 %         | 1.9 %     |

## Результаты
| Кандидаты и номинирующие партии                   | первый тур | первый тур | второй тур | второй тур |
| Кандидаты и номинирующие партии                   | Голоса     | %          | Голоса     | %          |
| ------------------------------------------------- | ---------- | ---------- | ---------- | ---------- |
| Георге Иванов (ВМРО-ДПМНЕ)                        | 343,374    | 33.95      | 453,426    | 63.14      |
| Любомир Фрчковский (СДСМ)                         | 200,316    | 19.81      | 264,692    | 36.86      |
| Имер Селмани (Новая демократия)                   | 146,795    | 14.51      | —          | —          |
| Любе Бошкоский (независимый кандидат)             | 145,638    | 14.40      | —          | —          |
| Агрон Бушаку (Демократическая Уния за Интеграцию) | 73,567     | 7.27       | —          | —          |
| Нано Ружин (Либерал-Демократическая партия (ЛДП)) | 39,645     | 3.92       | —          | —          |
| Мируш Хока (Демократическая партия албанцев)      | 30,281     | 2.99       | —          | —          |
| недействительных бюллетеней                       | 31,825     | 3.15       | 44,600     | 5.87       |
| Всего (явка %)                                    | 1,011,441  | 100.00     | 759,421    | 100.00     |
| Источник: SEC, SEC (недоступная ссылка)           |            |            |            |            |